# Pessebres vivents a Barcelona
Els Pessebres vivents a Barcelona són les representacions del naixement de Jesús de Natzaret —a partir de diversos quadres amb personatges vius i aprofitant un entorn o paratge rústic o amb interès arquitectònic (com el nucli antic d'un poble, la llera d'un riu, els entorns d'una finca o un bosc)—, per on l'espectador es desplaça, i que tenen lloc a la ciutat de Barcelona. Segons l'Ajuntament de Barcelona, se celebren tres pessebres vivents a Barcelona, el primer dels quals va començar a representar-se a la Torre del Suro del Guinardó, l'any 1993.

## Pessebre Vivent de Can Baró
Als jardins del Casal de Barri El Pirineu es representa, des del 2007, el Pessebre Vivent de Can Baró, amb el turó de la Rovira com a escenari natural. El bosc i les parets de roca confereixen una completa ambientació rural a aquesta escenificació, que es fa al voltant de Reis. És organitzada per l'Associació de Veïns de Can Baró, amb la col·laboració d'entitats del barri.
El pessebre s'estructura en escenes relacionades amb la història del naixement de Jesús. Amb l'estable com a punt central, la resta de quadres plàstics recreen oficis com ara els ramaders i les bugaderes, o una botiga de queviures on els visitants reben una bona tassa de brou. S'hi destaca la presència de gàbies i corrals amb animals domèstics.

## Pessebre Vivent de la Marina
El Pessebre Vivent de la Marina s'escenifica als Jardins dels Drets Humans des de l'any 2009. És organitzat per la Unió d'Entitats de la Marina i el Centre Cultural Estrelles Altes, amb la col·laboració del districte de Sants-Montjuïc i dels Amics de la Marina i Artistes de la Marina. Abans, la representació s'havia fet a la plaça de la Marina. Aquest pessebre vivent, que es fa cada any, atrau milers de visitants, que poden contemplar el resultat de la feina de més de dos-cents participants entre figurants, tècnics i coordinadors. Les escenes recreen passatges bíblics i estampes clàssiques de Betlem a mida humana, amb decorats i amb la presència d'animals vius que li donen un gran realisme.

## Pessebre Vivent de la Torre del Suro
Al voltant de la Casa de Repòs de Sant Camil, coneguda per Torre del Suro, es representa des de l'any 1993 el Pessebre Vivent de la Torre del Suro. Se n'encarrega el Taller Escola Sant Camil i consisteix en un seguit d'escenificacions de quadres estàtics amb temàtiques costumistes i bíbliques relacionades amb el naixement de Jesús.
L'indret per on discorre l'itinerari d'aquestes escenes hi aporta una ambientació natural que li confereix una atmosfera especial. El turó, el bosc de pins i una petita cova són un esplèndid escenari per a aquestes recreacions. Els actors, tots amb alguna discapacitat intel·lectual, donen vida als quadres plàstics on representen patges, reis, dimonis, pastors i oficis ja desapareguts.
Hi participen més de cent persones, la majoria alumnes del taller escola, amb la col·laboració de professionals del centre. La visita a l'única representació anual del Pessebre Vivent de la Torre del Suro és també una oportunitat de contemplar aquest edifici modernista construït el 1910, habitualment d'accés restringit.